# Palazzo Farnese
Pałac Farnese (Palazzo Farnese [paˈlattso farˈneːze]) – renesansowy pałac w Rzymie, obecnie pełni funkcję ambasady francuskiej.
Budowę pałacu rozpoczęto na polecenie Aleksandra Farnese w czasie kiedy był jeszcze kardynałem. Pierwotny projekt budynku był dziełem Antonio da Sangallo.
Między 1495 a 1512 rokiem kardynał Aleksander Farnese wykupił budynek w centrum Rzymu, który później przebudował na pałac. Prace nad budynkiem rozpoczęły się około 1514 roku. W 1527 roku przerwano je ze względu na Sacco di Roma, a wznowiono w 1534, kiedy Aleksander Farnese został papieżem. Dokonano wtedy znacznych zmian w projekcie, dodano m.in. kolejną kondygnację. Po śmierci Sangalla w 1546 roku rolę architekta przejął Michał Anioł. Po śmierci Pawła III w 1549 roku ponownie prace związane z budową ustały. Przebudowę w 1565 roku kontynuował Jacopo da Vignola zatrudniony przez bratanka papieża, który umarł w 1575 roku. Kolejny spadkobierca Aleksandra Farnese zatrudnił do wykończenia budowli Giacomo della Porta.